# NGC 3550
NGC 3550 is een elliptisch sterrenstelsel in het sterrenbeeld Grote Beer. Het hemelobject werd op 11 april 1785 ontdekt door de Duits-Britse astronoom William Herschel.

## Synoniemen
- UGC 6214
- DRCG 23-39
- MCG 5-27-2
- ZWG 156.3
- ZWG 155.82
- KCPG 274A
- PGC 33927